# Moskva-nætter
"Moskva-nætter" (russisk: "Подмосковные Вечера", translittereret: "Podmoskovnye Vetjera", bogstavligt oversat: Nætter nær Moskva) er nok den bedst kendte russiske sang udenfor Rusland. Sangen hedder på dansk Moskva-nætter og er oversat fra russisk af Winnie Jelsager.
Sangen er skrevet af de to veletablerede sangskrivere Vasilij Solovjov-Sedoj og Mikhail Matusovskij, men de blev dog ikke enige om sangens titel. Solovjov-Sedoj, som var fra Leningrad, insisterede på at sangen hellere skulle hedde Nætter nær Leningrad i stedet for Nætter nær Moskva. Sangen blev for alvor kendt i Rusland i 1955 da den unge skuespiller Vladimir Trosjin sang den i en film samme år. Året efter blev sangen adopteret som kendingsmelodi for Verdensungdomsfestivalen i Moskva og blev dermed spredt rundt om i verden. Sangen blev særlig populær i Kina. Den statsejede radiofoni i Sovjetunionen tog sangen som sin kendingsmelodi i 1964. Radio Moskva benyttede sangen som sin kendingsmelodi i instrumental udgave ved indledningen af hvert nyhedsprogram og efter information om frekvensændringer.